# シートベルト

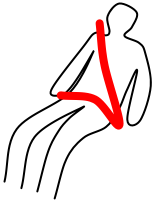
3点式シートベルト

シートベルト（英: Seat belt）とは、乗員の身体を座席に拘束することで、座席外へ投げ出され負傷することを防ぐためのベルト状の安全装置。自動車のほか、飛行機、高速船、ロケット、ローラーコースターなどの乗物にも付けられている。安全ベルトともいう。なお、日本語では安全帯という語は通常墜落制止用器具のことを指すが、中国語ではシートベルトという意味である。
ここでは主に自動車用シートベルトについて記述する。

## シートベルトの効果

### 非常の場合（事故などの場合）について
自動車が衝突する時、また、衝突を回避しようとブレーキを掛けたりハンドルを切ったりする時、体には急激な減速・加速による、大きな慣性力が加わる。その際、体を座席に固定していないと、体が自動車の内部（ハンドルやフロントガラスなど）に衝突してしまう。また、体が車外に放出してしまう危険性もある。シートベルトが普及する前の交通事故においては、フロントガラスやハンドルに顔面を強打した被害者の縫合手術が頻繁に行われているなど、軽度の衝突でも被害が大きかった。それを防ぐために、シートベルトで体やチャイルドシートを座席に固定する。
現在の自動車の主流である3点式シートベルトでは、ゆっくりと引けばベルトを引き出せるが、一定以上の勢いで引っ張るとロックして引き出せない（ELR : Emergency Locking Retractor、非常時固定及び巻き取り式）。車両が事故を起こしたとき、乗員は慣性の法則で進行方向へ飛ばされそうになるが、それをロックした状態のベルトが支えてくれる仕組みである。
また近年は、車両に一定以上の衝撃が加わった場合に事故と判断し、火薬などにより瞬時にベルトを引き上げることで、上半身をシートに確実に拘束させるものもある。これをプリテンショナー機能といい、多くの場合、ロードリミッター機能（拘束による乗員への負担が一定以上加わらないように調節を行うもの）と組み合わされる。
なお、シートベルトは、腰ベルトは骨盤に、3点式の肩ベルトは鎖骨に掛けるようにする。
シートベルトの機能は、これら骨盤や鎖骨を支点としてベルトの張力の範囲で衝撃の大部分を吸収するのであり、人体と接するベルトの面での衝撃の分散吸収は、あくまで補助的なものである。たとえば腹部にベルトを掛けていると、シートベルト外傷を引き起こす可能性があり、内臓などは比較的簡単に破裂してしまう。
自動車についているほかの安全装置にはエアバッグがある。しかしエアバッグはSRS（Supplemental Restraint System、補助拘束装置）エアバッグという名称の示すとおり、あくまでも『シートベルトを補助する装置』であり、シートベルトと併用することで効果を示す設計となっている。

### 非常の場合以外について
事故に遭わなくても、自動車に乗車しているときには乗員にいろいろな衝撃が加わることがある。例えば、カーブを曲がる時、ブレーキをかけたとき、加速をしたときなどに、慣性や遠心力で身体が前後左右に揺れることがある。その時に体が固定されていないと、必要以上に揺さぶられてしまい乗り物酔いを引き起こしやすくなる。また運転手の場合はなおのことで、身体が動いてしまえばその分身体と各種インターフェース(ハンドルや各ペダル、シフトレバーなど)との位置関係が変わってしまう為安定・確実な操作ができず安全運転に支障をきたす。それを防ぐ意味でも、シートベルトで体を座席に固定する必要がある。

## シートベルトの歴史
1899年イギリスのロンドンで、ダイムラーの自動車による事故で乗員2人が放り出され死亡したことがきっかけとなり、シートベルトが開発されたといわれている。それを端とした開発は1903年、フランスの技術者であるギュスターヴ・ルボー（Gustave Désiré Lebeau）により、シートベルトの原型である、高い背もたれと交差式ベルトからなる「自動車等の防御用ベルト」というものの開発へと至ったという。
シートベルトが初めて自動車に搭載されたのは1922年である。当初は競技用自動車に任意で取り付けられていた。一般の乗用車への採用は1946年のタッカー・トーピードが最初であったが、コンセプトの一つに「安全性」を取り入れた同車は少数製造されるに留まり、広く普及するまでには至らなかった。アメリカでのシートベルト普及の契機は1966年7月1日に成立した連邦交通車両安全法 (National Traffic and Motor Vehicle Safety Act) であり、同法に基づいた連邦自動車安全基準 (FMVSS) により1967年3月1日から義務付けている。
日本ではタカタが1960年12月に初めて後付け式シートベルトを販売したが、当時は安全性を向上させるために使用することの必要性が全く認知されておらず、最初は在庫の山を抱えていた。最初はシートベルト販売に苦戦したタカタであったが、運輸省や警視庁の協力を得て自動車の衝突実験を実施し、シートベルトの重要性の啓発活動が実った結果、日本でも1969年4月以降国内で生産された自動車へのシートベルト搭載が義務となった。
シートベルトの形態としては、2点式シートベルトが一般的であったが、サーブからボルボに移籍した自動車技術者ニルス・ボーリン(Nils Bolin 1920-2002)により1959年に3点式シートベルトが開発され、特許が取得された。最初に装備したのは当時ボルボが生産していた乗用車PV544と120(アマゾン)である。しかし、安全は独占されるべきものではないという考えから、ボルボ社はこの特許を無償で公開した。これにより、3点式シートベルトは全世界の自動車に装着される装置となった。その後、プリテンショナーの追加（後述）などいくつかの改良は行われたが、3点式シートベルトの基本的レイアウト自体は開発後50年以上にわたって踏襲され続けている。日本の量産車ではじめて３点式シートベルトが導入されたのはホンダの「S600」である。
代表的な3点式の他にも、2点式、4点式、5点式、6点式がある。一部の高性能スポーツカーには4点式の採用例が見られ、現在のレーシングカーには6点式シートベルトが使われる。2点式は自動車の後部座席や飛行機の座席に用いられているが、事故の際に腰の部分への負担が大きく、上半身の保護能力も期待できないため、最近では自動車の後部座席については3点式が主流である（義務化している国も多い）。
F1などのフォーミュラカー（葉巻型ボディから4つの車輪が飛び出した一人乗りレーシングカー）では、1960年代末までシートベルトが義務化されていなかった（乗用車改造マシンのレースではすでに義務化されていた）。フォーミュラカーは運転席が狭く、事故で火災が発生すると脱出が困難になりやすいとされ、「焼け死ぬよりは車外に投げ出された方が安全」と考えられていたからである。しかしフォーミュラカーにおいてもシートベルトを装着する方が安全と認識され、1970年代以降シートベルトは絶対的な義務となっている。
シートベルトが窮屈だという理由で装着しない人がいる。そのため窮屈にならないように、ベルトを装着したときにだけ巻き取りバネの力を弱めて、窮屈感を和らげるシートベルトが開発された。このタイプのシートベルトは「テンションレリーファー（レデューサー）付きシートベルト」と呼ばれ、一部の高級車に装備されている。衝突時に帯がゆるんでいる場合には、乗員を拘束する性能が低下するため、衝突の際にたるんだ帯が締まるような仕組み（火薬を使う）を持つシートベルトが開発された。このタイプのシートベルトのことを「プリテンショナー付きシートベルト」と呼ぶ。さらには衝突後、帯に入る荷重が設定荷重になると帯が伸び出し、エネルギーを逃がすタイプのシートベルトも開発されている。このタイプのシートベルトを「ロードリミッター付きシートベルト」と呼ぶ。プリテンショナーとロードリミッター付きシートベルトの開発により、衝突時の乗員に対する安全性は飛躍的に改善された。
自動車では、チャイルドシート固定機能付シートベルト（一杯に引っ張り出してから収納すると、完全に収納するまでは収納のみ可能となり、ベルトが一定の位置で固定される）も開発され、後部座席に取り付けられている車種が多い。

## シートベルトの種類

### 2点式
2点式シートベルト（Two point seat belt）は腰の両端から腰前部に着用する2点で支持する形式のシートベルト。衝突時の拘束性は3点式に劣る。

### 3点式
3点式シートベルト（Three point seat belt）は2点式に加えて肩も含めた3点で支持する形式のシートベルト。乗員保護性能に優れており最も実用的とされている。

### フルハーネス式
フルハーネス式（Full harness seat belt）は1本の腰部拘束用ベルト及び2本以上の胸部拘束用ベルトで支持する形式のシートベルト。4点式、5点式、6点式など。衝突時の拘束性は最も優れている。

## シートベルト各部の名称

### ベルトアセンブリ
ストラップ、固定用バックル、リトラクター（ベルト巻取り装置）、アンカレッジ（車体側取り付け具）の一切の装置。
いわゆる「シートベルト」全体を指す。

### ストラップ（ウェビング）

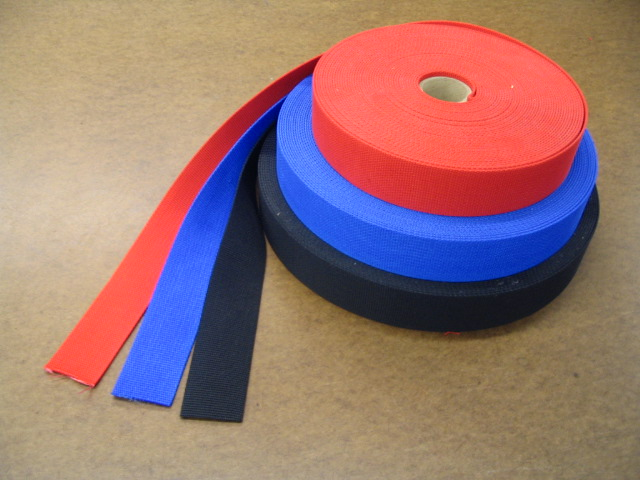
モータースポーツ向けハーネス用ウェビングの例。幅は2インチ。

いわゆるシートベルトのベルト部分。
腰部ストラップ（腰ベルト、ラップストラップ）
着用者の骨盤を固定するため、腰部を横切るベルト。通常、2点式シートベルトと言った場合このベルトのみで構成される。
肩部ストラップ（ショルダーストラップ、ダイアゴナルベルト）
着用者の胸部を肩から腰にかけて斜めに固定するベルト。通常、3点式シートベルトと言った場合、このベルトとラップストラップを組み合わせたものを指す。
脚部ストラップ（クロッチストラップ）
着用者の股部分を固定するベルト。ハーネスベルトやチャイルドシートの追加装備として用いられる。

### バックル
着用者をベルトにより固定、解放することができる装置。
バックルは、鉄板やウェビングなどを使ったベルトの先端部に組み込まれ、主にラップ／ショルダーベルトのタングと結合する装置。

### リトラクター（巻取り装置）
ストラップ（ウェビング）の一部又は全体を収納することができる装置。

## ストラップ（ウェビング）の素材
主に、引張り強さに優れたポリエステル繊維を編んで帯（ウェビング）を作り、金属製タングに通す。このタングを座席または床に取り付けられた受け側金具（バックル）へ挿入して固定させる。帯の単純引っ張り強度は30kN程度あり、普通乗用車一台を吊り上げるのに十分な強度がある。

## シートベルトに関する機構
シートベルトを着用する際の安全性と快適性の向上のために、さまざまな機構が開発されている。

### 座席ベルト非装着時警報装置
運転者席や助手席のシートベルト装着を喚起するための装置。
- 初期警報
  - 運転者席や助手席のシートベルトが装着されていない状態で電源を投入した際に、音または表示により警報を発する。
- 走行時警報（シートベルト・リマインダー）
  - 運転者席や助手席のシートベルトが装着されていない状態で一定の速度・時間・距離を走行した際に、音または表示により警報を発する。

助手席用のものは、助手席が無人の時には作動する必要はないため、普通はシートの下に重量センサーが取り付けられており、人が座った重みでセンサーが作動して着席している事を感知するようになっている。そのため、助手席にスーツケースやスーパーの買い物袋など、ある程度の重量のあるものを置くと、座っているのが人でなくともその重みで作動して、警報を鳴らしてしまうこともある。
日本では、道路運送車両の保安基準第22条の3第4項により、乗車定員10人未満の普通自動車・小型自動車・軽自動車に装備が義務付けられている。

### ベルト巻き取り装置（リトラクター）
シートベルトの着用を容易にするための装置。安全性の向上にも利用される。
非ロック式巻き取り装置 (NLR ; Non Locking Retractor)
通常時にベルトを巻き取り収納し、小さな力でベルトを引き出せるようにした装置。現在は、ほとんど使用されていない。
自動ロック式巻き取り装置 (ALR ; Automatic Locking Retractor)
非ロック式巻き取り装置の発展形。引き出したベルトを任意の位置で停止させることで自動的にロックする。ロック時は巻き取り方向にのみ動き、それ以上引き出せなくなる。現在は、ほとんど使用されていない。
緊急ロック式巻き取り装置 (ELR ; Emergency Locking Retractor)
自動ロック式巻き取り装置の発展形。平常時は装着者の身体の動きを阻害しないように強く拘束せず、衝突時にベルトをロックする。車体の傾き、車両の減速度、ベルトの引き出し速度を感知して作動する。ALR/ELR式を含めて現在、主流で使われている。
ALR/ELR式 (Automatic/Emergency Locking Retractor)
通常はELRシートベルトとして機能するが、一定以上ベルトを引き出すことでALR式にベルトをロックする。ロックがチャイルドシートの固定を主な目的としていることから「チャイルドシート固定機能付きELR」とも呼ばれる。

### その他の装置
プリテンショナー装置
衝突を感知した際に自動的にベルトを巻き取ることで、乗員の拘束開始を早める装置。単にベルトをロックするのではなく、積極的に巻き取って乗員を座席に固定することを目的とする。火薬を発火させて、その推進力で緩んだベルトを瞬時に巻き取り、衝突直後の乗員の移動量を軽減しシートベルトの機能を高める装置。リトラクター装置につけるもの・バックルベルトにつけるもの・ラップベルトの取り付け金具に取り付けるものなどがある。シートベルトを緩ませたまま固定するようなアクセサリーを使用している場合、正常に動作しないため危険である。
エネルギー吸収装置（フォース・リミッター／ロード・リミッター）
衝突によりシートベルトに一定の荷重がかかると、それ以上の荷重をかけないようにベルトの拘束を段階的に緩め、乗員の身体にかかる負荷を軽減する装置。ベルト巻き取り装置（リトラクター）の回転シャフトにトーション・バーを用いて衝突時にそのバーを捻ることでウェビングを数センチメーター引き出して乗員の身体にかかる負担を軽減する装置。上記のプリテンショナー装着車の場合、まずはプリテンショナーによる拘束動作があり、ロードリミッターが作動するのはその後である。
緊急制動時シートベルト巻き取り制御装置（急ブレーキ連動シートベルト）
ブレーキの踏み込み速度、レーダーによる進路の障害物認知などにより乗員と車両の挙動を予測し、衝突前にシートベルトの巻き取り速度を制御する。衝突前に乗員の拘束開始を行うことが目的だが、障害物の接近を運転手に警告するためにベルトの圧迫で注意喚起する機能を付加したものも存在する。
アジャスタブル・ベルト・アンカー（ハイター・アジャスター）
ショルダーストラップの肩部分について、着用者の体格に合わせて位置（高さ）を調節できる機構。車体のピラー部に取り付けられたレール・アンカーに、ショルダーベルトのスルーアンカー（ベルト通しアンカー）を結合して衝突時にシートベルトが有効に機能する位置（高さ）に固定できる。

## 日本における状況

### 設置義務
日本においては、車両へのシートベルト設置について道路運送車両法に基づく「道路運送車両の保安基準」（昭和26年日運輸省令第67号）で定められている。
2点式が第1種座席ベルト、3点式が第2種座席ベルトとして規定されている。
従来、シートベルトは高級車におけるオプション装備という位置づけだったが、欧米でのシートベルト設置義務化の動きを受けて道路運送車両の保安基準を改正、1969年（昭和44年）4月1日以降に国内で生産された普通乗用車（定員10人以下、軽自動車を除く）は、運転席にシートベルトの設置を義務付けられた（軽自動車については同年10月1日生産車から）。
このシートベルトの設置義務は運転席についてのみであったが、シートベルトの設置用金具については全席に義務付けられており、1973年（昭和48年）12月1日以降の生産車には助手席、1975年（昭和50年）4月1日以降の生産車には後部座席にも設置が義務付けられた。
当初は腰部で身体を固定する、いわゆる2点式シートベルトが一般的であったが、後に胸部も固定する3点式シートベルトが普及した。
1975年（昭和50年）4月1日以降の生産車の運転席・助手席には基本的に3点式シートベルトの設置をすることとされている。ピラーの無いオープンカーなど一部の車については、例外として2点式シートベルトが認められていたが、1987年（昭和62年）3月1日以降はその例外もなくなっている。
1994年（平成6年）4月1日以降は後部座席の側面席、2012年（平成24年）7月1日以降は全ての座席を3点式シートベルトにすることと定められた。
なお、定員11人以上の普通乗合車（バス）については1987年（昭和62年）9月1日以降の生産車に運転席にのみ3点式シートベルトの設置、2006年（平成18年）10月1日以降の生産車に助手席の3点式シートベルトの設置、2012年（平成24年）7月1日以降の生産車に後部座席（補助席を除く）の3点式シートベルトの設置、同時に着用が義務付けられている。
なお、日本の法規制上、シートベルトは平常時には乗員の各種動作を阻害しないように、ベルトが自由に伸縮する機構が必要である。そのため、装着時に完全に体が固定されてしまう、主に4点式以上のアフターマーケットパーツのシートベルト（レース用途などの競技用シートベルト/レーシングハーネス等）に関しては、その極限用途ゆえの安全性は高くても上記法定条件を満たしていないため保安基準には適合せず車検にも通らない。純正のシートベルトを残していれば車検は通るが後部座席がある車両では後部座席区画に肩部ストラップが通るため乗車定員を変更(前席のみの2名乗車に減らすなど)しなければ車検には通らない。公道では純正シートベルトの方を着装しなければならず競技によっては純正シートベルトの上からレーシングハーネスを両方装着することが競技車両規則で義務付けられている場合もある。

### 着用義務
日本において、乗員のシートベルト着用については道路交通法により定められている。反則金の付加が当初検討されたが、法律の自己決定権への侵害への配慮と、他法（自殺、自傷行為について不可罰）との整合性から国会で討議された結果、見送られた。
1971年（昭和46年）6月2日施行の改定道路交通法より、運転席・助手席でのシートベルト着用について努力義務を課していたが、着用義務の法制化について国会に多数の陳情が寄せられるようになったことから、1985年（昭和60年）9月1日施行の改定道路交通法により自動車高速道・自動車専用道において前席（運転席・助手席）でのシートベルト着用が、罰則付きで義務付けられた（一般自動車道については1992年（平成4年）11月1日から）。
なお、負傷・障害・妊娠中でシートベルト着用が療養上又は健康保持上適当でない場合や、消防用車両、郵便物の集配業務で頻繁に乗降する区間、選挙カーなど、特段の理由がある場合は着用義務が免除されている。
また、設置義務がなかった時代に製造された自動車に、シートベルトがないものもある。ただし、製作当時の法規が適用されるため、しなくても法令違反にはならないが、現代とは違った車の耐久性・形状から危険な車種もある。

### 後部座席シートベルト義務化
2007年に道路交通法が改正され、2008年6月1日から一部の特殊な例外を除いては、従来「努めなければならない」とされていた後部座席のシートベルト着用が、運転席・助手席と同様に義務化された。
これは、非着用者の致死率は着用者の約4倍、非着用の場合、後部座席同乗者が前席乗員に衝突することにより、前席乗員が頭部等に重傷を負う確率が着用の場合の約51倍も増大する、といった調査結果に対し、後部シートベルトの着用率の低さが問題となったことが理由である（高速道路におけるシートベルト着用率は、運転席98.2%・助手席93.0%に対して後部座席12.7%）。諸外国の場合、多くは、すでに後部座席同乗者にシートベルト着用が義務化されており、日本でも義務化に踏みきることとなった。これに違反した場合運転者に対して違反点数（1点）の加点処分が科せられる。なお、警察庁の方針として義務化以後も当面は注意程度に留めるとしていたが、その後に実施した調査の結果、着用率が大幅に上昇したことを理由に、2008年10月以降は加点を伴う取り締まりがされるようになった。
バスの乗客の非着用についても、高速自動車国道及び自動車専用道路では運転手に加点対象となるため、各バス会社は座席にシートベルトの設置及び乗客へのシートベルト着用の呼びかけを行なっている。高速自動車国道及び自動車専用道路以外では反則点の対象になっておらず、また、高速道路等を走行しないバスには、「道路運送車両の保安基準」により運転席及びそれと並列の座席以外への装備が義務づけられていないため、除外される。なお、高速道路等を走行しないバスと同等の構造でありながら、やむをえない理由によって高速道路等を走行する路線バスにおいては、車体後部への保安基準の緩和標章の掲示と、最高時速を60キロ程度に制限する事によって必要最小限の経路の通行が認められている。また、立席乗車さえ禁止すれば、新製時にシートベルトが装備されているかどうかに拘わらず、これらの制限を回避出来るため、南海バスの堺・南港線や三重交通の上野天理線などでは、十分な座席数を確保した高出力エンジンを搭載している路線バス車両を限定運用に充てることで、運転時間の短縮とバリアフリー化の両立を実現している。2019年現在、立ち席用のシートベルトは開発されていない。

### シートベルト関係法令年表
- 1966年（昭和41年）3月1日 : JISに自動車用安全ベルト（シートベルト）の規格が制定。
- 1969年（昭和44年）4月1日 : 運転席にシートベルトの設置義務付け。
- 1971年（昭和46年）6月2日 : 高速自動車道・自動車専用道でのシートベルト着用の努力義務（罰則なし）。
- 1973年（昭和48年）12月1日 : 助手席にシートベルト設置義務付け。
- 1975年（昭和50年）4月1日 : 後部座席にシートベルトの設置義務付け。
- 1983年（昭和58年）3月1日 : JISに自動車用幼児拘束装置（チャイルドシート）の規格が制定。
- 1985年（昭和60年）9月1日 : 高速自動車道・自動車専用道での運転席・助手席でのシートベルト着用義務化（罰則あり）。
- 1987年（昭和62年）3月1日 : 運転席・助手席にELRシートベルトの設置を義務付け。
- 1992年（平成4年）11月1日 : 一般道での運転席・助手席でのシートベルト着用義務化（罰則あり）。
- 1994年（平成6年）4月1日 : 座席ベルト非装着時警報装置（初期警報）の設置を義務付け
- 1994年（平成6年）4月1日 : 後部側面座席に3点式シートベルトの設置義務化。
- 2000年（平成12年）4月1日 : 6歳未満の幼児の乗車についてチャイルドシート使用義務化（罰則あり）。
- 2005年（平成17年）9月1日 : 再警報装置（シートベルト・リマインダー）の設置を義務付け。
- 2008年（平成20年）6月1日 : 全座席のシートベルト着用義務化（高速道路・自動車専用道のみ罰則あり）。
- 2012年（平成24年）7月1日 : 後部中央座席に3点式シートベルトの設置義務化。
- 2012年（平成24年）7月1日 : ISOFIX対応チャイルドシート取付具の設置を義務付け。
  - 基本的に国産普通乗用車（定員10人以下）についての規定。詳細は各法令を参照。
  - 道路交通法については施行日、保安基準については以降の生産車が対象となる日。

## 日本以外の状況

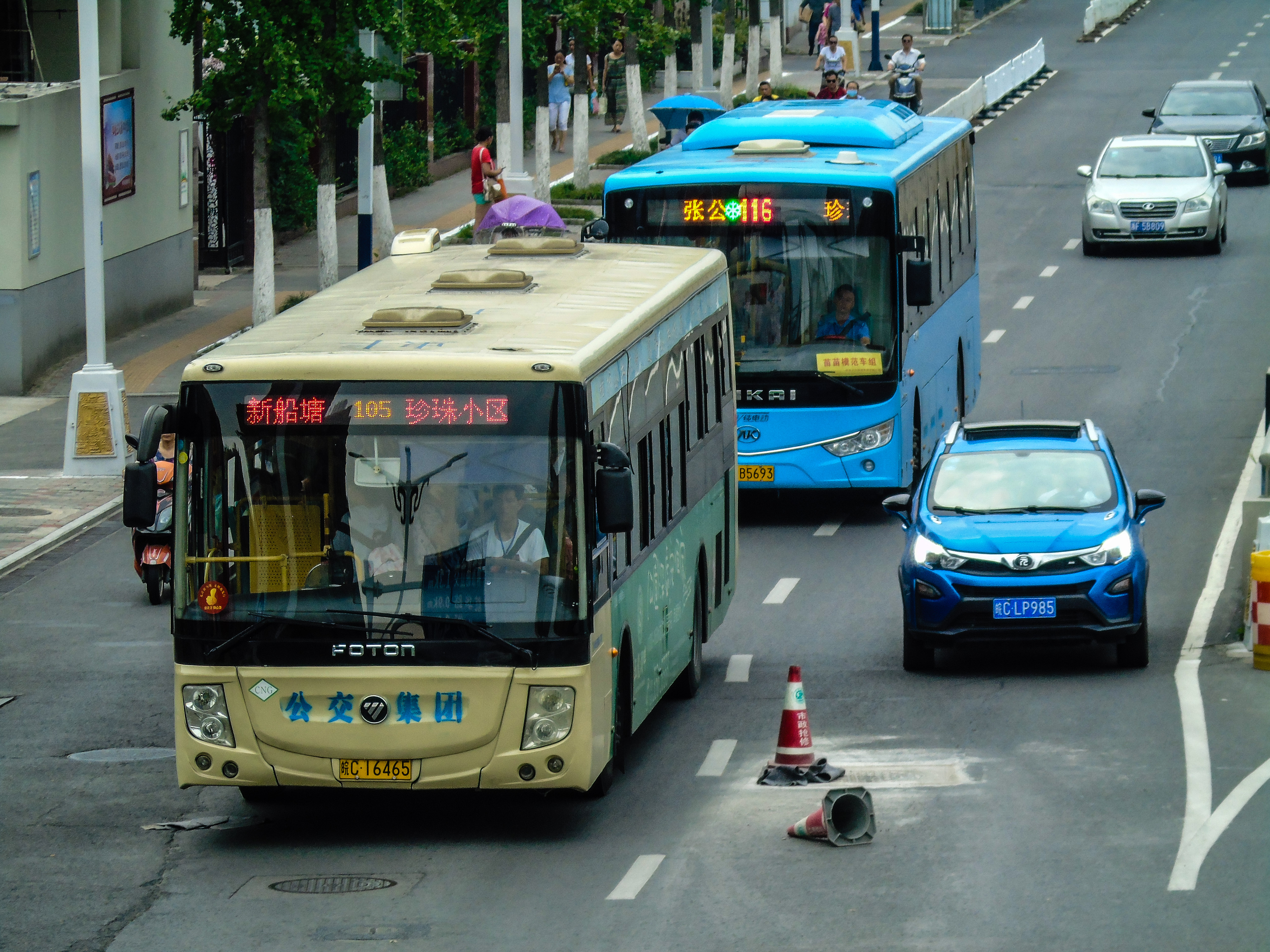
中国大陸のバスドライバーシートベルト着用

2011年、をFIA（国際自動車連盟）が世界約100か国のシートベルト着用義務状況を調査したところ、ほとんどの国で着用義務が定められていた。ただし、内容については義務を前席のみにとどめている国やアメリカ合衆国などのように州ごとに着用義務の有無が異なる国もある。

## 備考

### サブマリン現象
サブマリン現象とは2点式シートベルトなどで衝突時に腰部ストラップが骨盤上を滑り上がり腹部を圧迫する現象をいう。

### 衝突後の脱出・救出

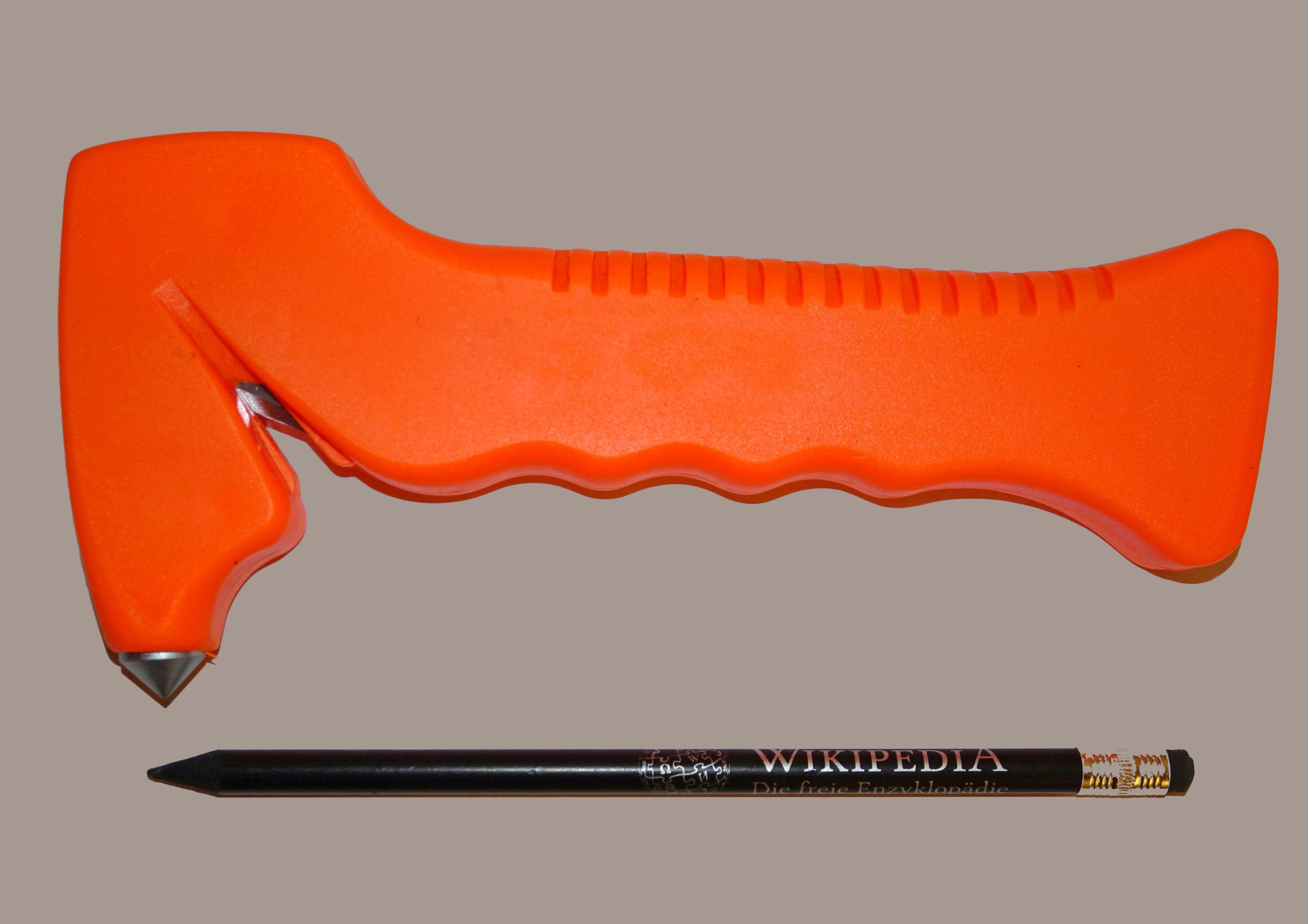
握りの上（画像中央左）の刃でベルトを切断し、ハンマー（画像左下）で窓を割る

素材の項に先述の通り、シートベルトのストラップはとても頑丈にできているが、その頑丈さが事故の際の脱出や救出に障害となる場合もある（切断にはナイフが必要。鋏では歯が立たない）。
そのため、近年ではシートベルトを切断するための専用ナイフ（シートベルトカッター）と、窓（強化ガラスのため素手では割れず、同じく救出や脱出の妨げとなる）を割るためのレスキューハンマーがセットになっている非常用の脱出工具が市販されており、自動車のピラーや床などに取り付けることができるようになっている（ただし、取り付ける方法によっては裏側に隠れた配線などを傷つけてしまう可能性があるため、自動車販売店に相談をした上で取り付けることが好ましい）。
尚、シートベルトを切る時には握りの下についた刃を使い、窓を割る時には反対側にあるハンマー（通常のハンマーと異なり打撃面が鋭利な円錐形になっており、サイドウィンドウなら一撃で破壊できる）を使うようになっている物が多い。